# Мангри Зондського шельфу
Мангри Зондського шельфу (ідентифікатор WWF: IM0161) — індомалайський екорегіон мангрових лісів, розташований на узбережжях Калімантану та Суматри.

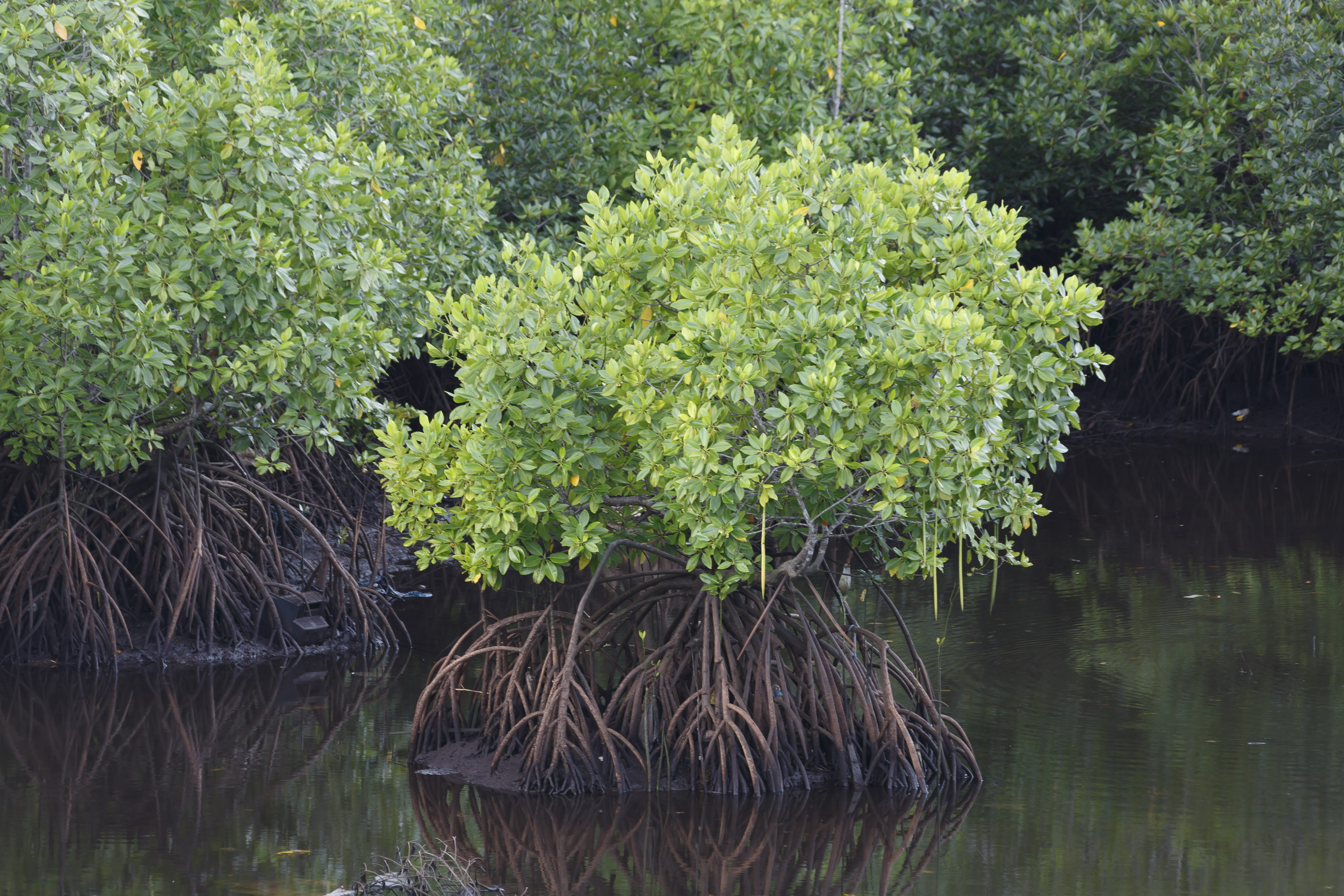
Мангри на Калімантані (Сабах, Малайзія)

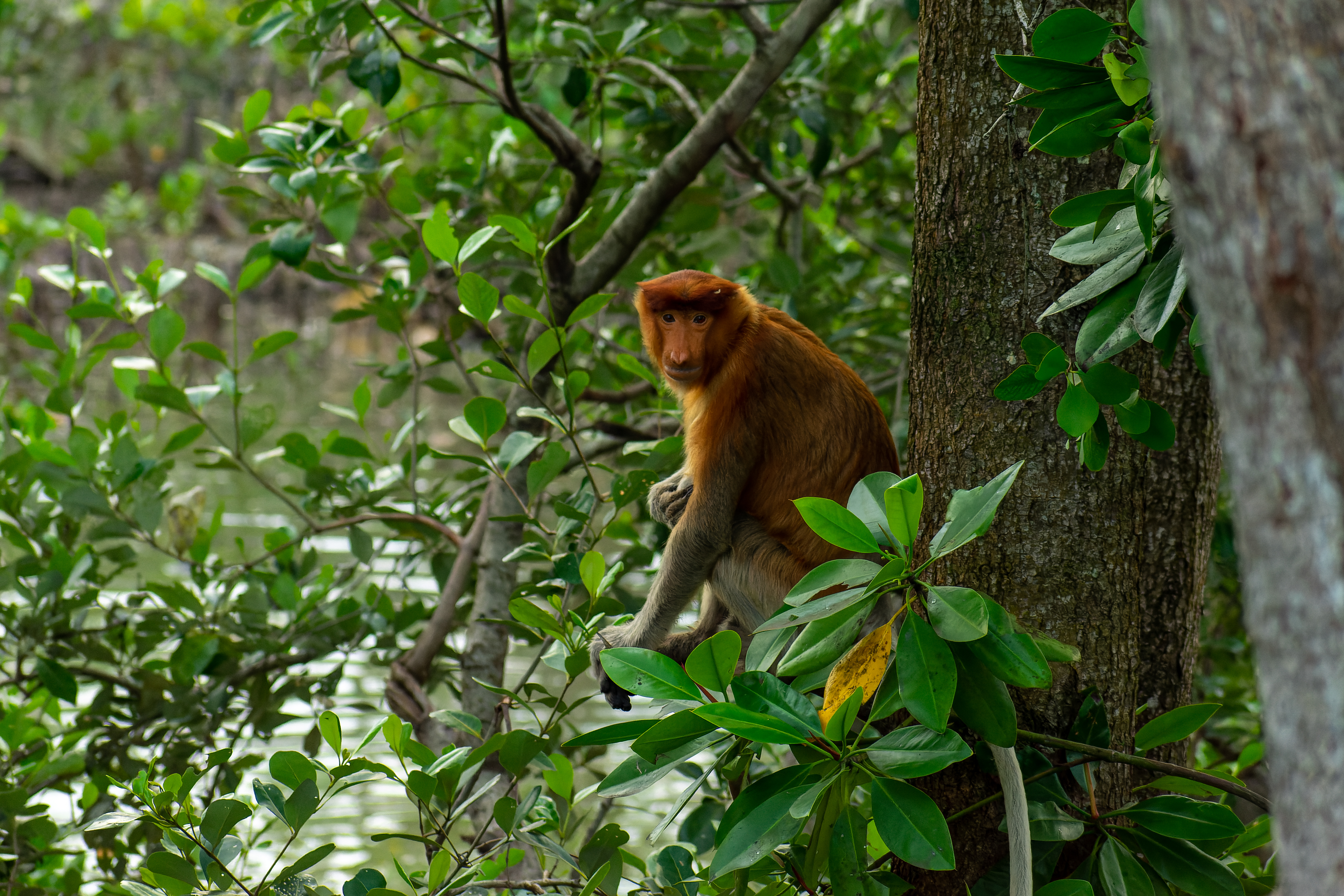
Зондський носач (Nasalis larvatus)

## Географія
Екорегіон мангрів Зондського шельфу простягається вздовж східного узбережжя Суматри, яке омивається водами Малаккської протоки та Яванського моря, а також вздовж узбережжя острова Калімантан або Борнео, яке омивається водами Яванського та Південнокитайського морів та морів Сулу і Сулавесі. Великі ділянки мангрів зустрічаються у дельтах річок Кампар, Раджанг, Махакам та Сесаяп, а також на островах, що лежать біля східного узбережжя Суматри. 
Калімантан та Суматра, два найбільші острови в групі Великих Зондських островів, в часи останнього льодовикового періоду, коли рівень Світового океану був більш ніж на 100 м нижчим, ніж зараз, утворювали єдиний великий масив суходолу, відомий як Сунда, разом із Малайським півостровом та Явою. Після завершення льодовикового періоду рівень моря піднявся, а Суматра та Калімантан були відділені від континенту та від інших островів морем. Більша частина Зондського шельфу була затоплена Південнокитайським та Яванським морями.
Клімат та інші фізико-географічні умови в екорегіоні значно відрізняються, що призводить до великого різноманіття його флори і фауни. Однак загалом регіон характеризується спекотним та вологим екваторіальним кліматом (Af за класифікацією кліматів Кеппена). Острови Суматра та Калімантан є частиною Вогняного кільця, що оточує Тихий океан. Уздовж цього тектонічно активного поясу часто трапляються землетруси та виверження вулканів, які іноді викликають руйнівні цунамі. Часті тропічні циклони та екстремальні коливання припливів та відпливів спричиняють потужні сплески хвиль, які б'ють по береговій лінії. Мангри екорегіону є першою лінією захисту від цих природних сил, яка запобігає ерозії та захищає прибережні райони. Дослідження показали, що зрілі мангрові ліси можуть поглинати та розсіювати велику кількість енергії цунамі. Таким чином, збереження мангрових заростей є важливим не лише через їх важливі екологічні функції, такі як розмноження різноманітних риб, але й заради захисту прибережних громад в одному з найбільш геологічно активних та вразливих місць на Землі.

## Флора
Мангри Зондського шельфу вважаються одними з найбільш біологічно різноманітних на Землі. В екорегіоні виділяють п'ять основних мангрових угруповань, які вирізняються за домінуванням авіценній (Avicennia spp.), ризофор (Rhizophora spp.), соннератій (Sonneratia spp.), бругієр (Bruguiera spp.) або пальм ніпа (Nypa fruticans). Розподіл цих угруповань залежить від ґрунтових умов, солоності та режиму припливів. У багатьох районах мангрові дерева виростають до 50 м заввишки.
Як правило, мангрові ліси демонструють зональність або сукцесію. На морських відкладах ростуть ліси авіценній (Avicennia spp.) та соннератій (Sonneratia spp.), а на більш м'яких і глибоких мулистих відкладах — ліси ризофор (Rhizophora spp.) та бругієр (Bruguiera spp.). Далі вглиб суходолу, де ґрунти твердіші та відчувається більший вплив прісної води, починають домінувати пальми ніпа (Nypa fruticans). Загалом в екорегіоні зустрічається 27 видів мангрових дерев, зокрема чорні річкові мангри (Aegiceras corniculatum), білі авіценнії (Avicennia alba), білі мангри (Avicennia marina), індійські мангри (Avicennia officinalis), циліндричні бругієри (Bruguiera cylindrica), східні мангри (Bruguiera gymnorhiza), дрібноцвіті бругієри (Bruguiera parviflora), шестикутні бругієри (Bruguiera sexangula), десятитичинкові церіопси (Ceriops decandra), шпорові мангри (Ceriops tagal), молочні мангри (Excoecaria agallocha), тюльпанові мангри (Heritiera littoralis), звичайні канделії (Kandelia candel), червоноцвіті чорні мангри (Lumnitzera littorea), білоцвіті чорні мангри (Lumnitzera racemosa), пальми ніпа (Nypa fruticans), мангрові фінікові пальми (Phoenix paludosa), високі мангри (Rhizophora apiculata), мангри Ламарка (Rhizophora × lamarckii), азійські мангри (Rhizophora mucronata), плямисті мангри (Rhizophora stylosa), мангри нілад (Scyphiphora hydrophylacea), білі соннератії (Sonneratia alba), мангрові яблука (Sonneratia caseolaris), яйцелисті соннератії (Sonneratia ovata), гранатові мангри (Xylocarpus granatum) та молуккські деревоплідники (Xylocarpus moluccensis). 
Білі мангри (Avicennia marina), білі авіценнії (Avicennia alba) та мангрові яблука (Sonneratia caseolaris) часто виступають як піонерні види, що ростуть на відкритому узбережжі та у нещодавно сформованих ділянках річкових дельт. Окрім них, тут також зустрічаються пандани (Pandanus spp.) та високі трави, зокрема тропічний очерет (Phragmites karka). Відносно молоді одноярусні угруповання, у яких домінують ризофори (Rhizophora spp.), з часом переходять у змішані насадження, у яких також зустрічаються бругієри (Bruguiera spp.), деревоплідники (Xylocarpus spp.) та молочні мангри (Excoecaria agallocha). В угрупованнях пальм ніпа (Nypa fruticans) майже повністю домінує цей різновид мангрових дерев, але подекуди поряд з цими пальмами також зустрічаються молочні мангри (Excoecaria agallocha), тюльпанові мангри (Heritiera littoralis), борнейські тики (Intsia bijuga), звичайні канделії (Kandelia candel), морські манго (Cerbera manghas) та чорні мангри (Lumnitzera spp.).

## Фауна
Мангри Калімантану є домом для рідкісних зондських носачів (Nasalis larvatus), одних з небагатьох великих ссавців, які живуть переважно у мангрових лісах та тор'фяно-болотних лісах Борнео. На Суматрі ці мавпи відсутні. Зондські носачі добре плавають і перепливають річки, незважаючи на присутність крокодилів. Вдень їх часто можна зустріти на берегах річок, де вони сплять на високих деревах. Зондські носачі їдять переважно молоде листя та насіння незрілих плодів, яке вони здатні перетравлювати завдяки складним мішкоподібним шлункам та спеціалізованим бактеріям. Серед інших ссавців, що зустрічаються у мангрових заростях екорегіону, слід відзначити макак-крабоїдів (Macaca fascicularis), саравацьких сурілі (Presbytis chrysomelas), яванських котів (Prionailurus javanensis), суматранських котів (Prionailurus planiceps), азійських видр (Aonyx cinereus), гладкошерстих видр (Lutrogale perspicillata), малайських вівер (Viverra tangalunga) та азійських мусангів (Paradoxurus hermaphroditus).
Орнітофауна екорегіону нараховує понад 250 видів птахів. Частина з цих видів є зимуючими водно-болотними птахами, а частина — місцевими видами. Серед птахів, що зустрічаються у манграх Суматри та Калімантану, слід відзначити двобарвного пінона (Ducula bicolor), білочеревого орлана (Haliaeetus leucogaster), королівську шуліку (Haliastur indus), яванського марабу (Leptoptilos javanicus), мангрову чаплю (Butorides striata), строкатого баклана (Microcarbo melanoleucos), яванського баклана (Microcarbo niger), малого пісочника (Charadrius dubius), малазійського пісочника (Charadrius peronii), малазійського рибалочку (Alcedo peninsulae), білошийого альціона (Todiramphus chloris), чорноголового альціона (Halcyon pileata), індонезійського крячка (Sterna sumatrana), мангрову піту (Pitta megarhyncha), мангрову нектаринку (Leptocoma brasiliana), карміновогорлу нектаринку (Leptocoma calcostetha), рудощокого кравчика (Orthotomus ruficeps) та мангрового джунгляка (Pellorneum rostratum). Герпетофауна екорегіону включає гребінчастих крокодилів (Crocodylus porosus), найбільших плазунів світу, а також кілька видів черепах, варанів та амфібій.

## Збереження
Основною загрозою для збереження природи регіону є вирубка мангрових лісів з метою заготівлі дрів та деревного вугілля, а також розвиток аквакультури, забруднення води та видобування нафти. Більше половини мангрових лісів регіону було знищено, а решта частково деградувала та перебуває під загрозою подальшої вирубки.
Оцінка 2017 року показала, що 6055 км², або 17 % екорегіону, є заповідними територіями. Природоохоронні території включають: Національний парк Бербак, Національний парк Сембіланг, Національний парк Кутай, Національний парк Танджунг-Путінг, Національний парк Сабангау та Національний парк Гунунг-Палунг в Індонезії, а також Національний парк Бако, Національний парк Малудам, Національний парк Сантубонг, Національний парк Сіміладжау, Національний парк Танджунг-Дату, Національний парк водно-болотних угідь Кучінг, Національний парк мангрів дельти Раджангу, Національний парк коралових рифів Міті-Сібуті, Природний заповідник Табін, Лісовий заповідник Бінсулук та Лісовий заповідник Кліас в Малайзії.